# Ефремов, Николай Прокопьевич
Ефремов Николай Прокопьевич (Прокофьевич) (1 декабря 1860, Российская империя — 1921, Казань) — русский государственный деятель, купец. Депутат III Государственной думы Российской империи от Казанской губернии. Потомственный почётный гражданин города Чебоксары.

## Биография

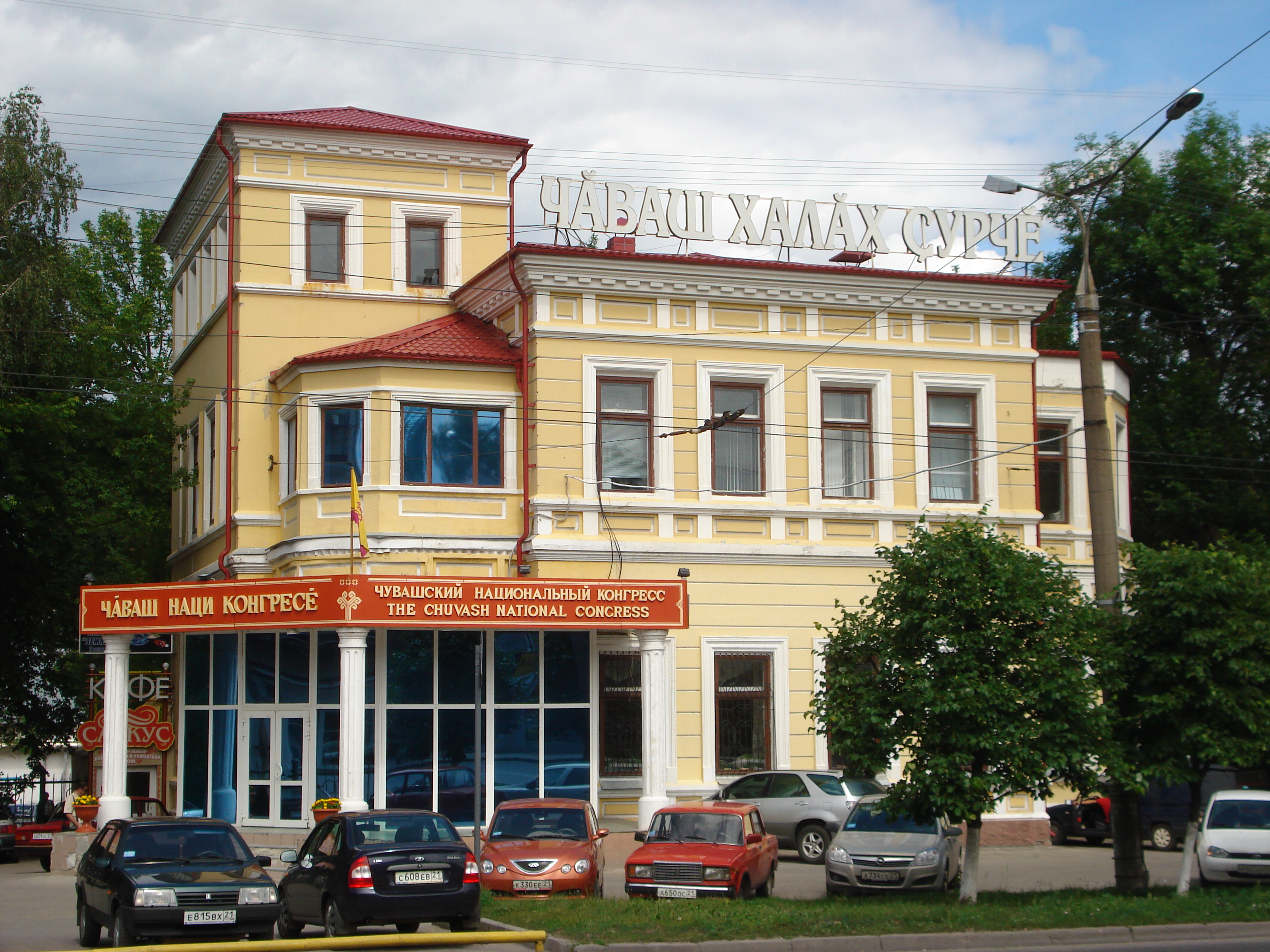
Здание в городе Чебоксары (ул. Композиторов Воробьёвых, 10) — бывший особняк Н. П. Ефремова, построен в 1910 г.

Родился в семье купца I гильдии Прокопия Ефремова. Получил начальное домашнее образование.
Лесопромышленник, заведовал лесопильным заводом. Распорядитель торгового дома «П. Е. Ефремов с сыновьями». Землевладелец.
14 октября 1907 был избран в III Госдуму от общего состава выборщиков Казанского губернского избирательного собрания. Входил в Конституционно-демократическую фракцию. Член Комиссии о торговле и промышленности. 13 мая 1908 заявил о сложении депутатских полномочий (на его место в Госдуму был избран Н. Д. Сазонов).
С 28 марта 1910 глава Чебоксарской городской думы. Член Казанского губернского экономического совета, гласный Чебоксарского уездного земского собрания.
Жил в гражданском браке с Александрой Флегонтовной Иевлевой. После конфискации дома в годы советской власти Н. П. Ефремов переехал с Александрой Флегонтовной в Казань, где летом 1921 года умер от голода.